# Damiano Tommasi
Damiano Tommasi (Negrar, 17 maggio 1974) è un politico, dirigente sportivo ed ex calciatore italiano, sindaco di Verona dal 29 giugno 2022.
È stato uno dei centrocampisti di riferimento della Roma tra la fine degli anni novanta e l'inizio degli anni duemila; con i giallorossi vinse uno scudetto e una supercoppa italiana.
Conta 25 presenze e 1 gol con la nazionale italiana, con cui ha partecipato al campionato del mondo 2002, conclusosi per gli azzurri agli ottavi di finale contro la Corea del Sud.
Nel 2001 ha ricevuto il premio nazionale "Altropallone" per il suo impegno sociale. Nel luglio 2015 è stato inserito nella hall of fame della Roma.

## Biografia
Sposato con Chiara Pigozzi dal 1996, Tommasi ha sei figli: Beatrice, Camilla, Susanna, Samuele, Emanuele e Aurora.
Dopo essersi diplomato come perito commerciale, ha studiato Scienze della formazione ai dipartimenti delle Università di Verona e Padova.
È il co-fondatore e direttore di una scuola paritaria dedicata a Don Lorenzo Milani, che ospita tutti gli ordini scolastici fino alla scuola media e ha sede a Pescantina, in Valpolicella.
Cattolico devoto e praticante, negli anni Novanta ha lavorato come operatore per l'emittente televisiva Telepace, invitato dal direttore mons. Guido Todeschini, in seguito alla sua decisione di rifiutare il servizio militare, primo calciatore professionista a compiere tale scelta.

## Caratteristiche tecniche
Centrale di centrocampo, poteva giocare come mezzala e ala. Era in grado di ricoprire tutte le posizioni del centrocampo e per questo il suo allenatore Fabio Capello lo definì «atipico», «un interno che si muoveva in una zona del campo indefinita». Possedeva inoltre una discreta tecnica in fase d'impostazione e si dimostrava anche un buon rigorista.
Ai tempi delle giovanili del Verona, veniva impiegato come difensore centrale.

## Carriera

### Attività agonistica

#### Club

##### San Zeno
Tommasi inizia la sua carriera da calciatore nel San Zeno dove gioca fino al 1989. Durante questi due anni l'allenatore Mario Rossato scopre il talento del giovane centrocampista ed è proprio grazie a lui che Tommasi viene aggregato alle giovanili del Verona nel 1990.

##### Verona

Tommasi in azione al Verona a metà degli anni 90

Tommasi inizia a giocare a calcio nel 1985. Dopo un paio d'anni nella squadra del suo paese, nel 1990 approda nelle giovanili del Verona, col quale esordirà in Serie B nella stagione 1993-1994 al fianco di Gianluca Pessotto e Filippo Inzaghi, suoi futuri compagni di squadra in Nazionale. Nella stagione 1995-1996 contribuisce alla promozione del Verona in Serie A, prima di essere ceduto alla Roma.

##### Roma
Nel giugno 1996 viene acquistato dalla Roma, diventando subito centrocampista titolare nella formazione allenata da Carlos Bianchi. Il 10 settembre realizza il suo primo gol in maglia giallorossa in Roma-Dinamo Mosca (3-0), gara di andata dei trentaduesimi di finale di Coppa UEFA. Si ripete nella gara di ritorno, il 24 settembre, realizzando il momentaneo 1-2 per i giallorossi (1-3 il finale). Questa marcatura, una magnifica girata al volo di destro, è per Tommasi il gol più bello della carriera. Il 29 settembre arriva invece il suo primo gol in campionato, il momentaneo 0-1 in Reggiana-Roma (1-1). Mantiene il posto da titolare anche con Nils Liedholm e successivamente con il boemo Zdeněk Zeman, uno degli allenatori con cui Tommasi legherà di più. Il 12 gennaio 1997 gioca da portiere gli ultimi minuti della partita vinta dai giallorossi 4-1 contro il Perugia, sostituendo l'espulso Cervone ed esibendosi in una brillante deviazione in angolo in tuffo su punizione di Allegri.
La sua miglior stagione in maglia giallorossa coincide con quella dello scudetto  2000-2001 al quale contribuisce disputando tutte le 34 partite di campionato e realizzando 3 gol, con Fabio Capello in panchina. L'anno seguente vince la Supercoppa italiana, ottenuta battendo la Fiorentina all'Olimpico per 3-0, e fa il suo esordio in UEFA Champions League nella trasferta pareggiata 0-0 contro l'Anderlecht. Il 26 febbraio 2002 realizza la sua prima marcatura nella massima competizione europea, siglando il definitivo 3-0 nella vittoria casalinga contro il Barcellona. Le due stagioni ad alto livello valgono a Tommasi la convocazione in nazionale maggiore per disputare il campionato del mondo 2002.
Nell'annata 2002-2003 è ancora titolare. Il 26 aprile 2003 contribuisce con un gol alla vittoria dei giallorossi sul Milan (2-1 all'Olimpico). Sempre contro il Milan, nel frattempo laureatosi campione d'Europa, disputa da titolare entrambe le finali di Coppa Italia, perse dalla formazione giallorossa.
Nel luglio 2004, durante un'amichevole estiva contro lo Stoke City, rimedia una distorsione a causa di un contrasto duro con Gerry Taggart, con la rottura del crociato anteriore, del crociato posteriore, del collaterale mediale esterno e interno, dei due menischi, infrazione dei condili e del piatto tibiale. Persa interamente la stagione 2004-05, in segno di riconoscenza verso il club capitolino — che ne aveva atteso il ritorno dopo una lunga riabilitazione — il giocatore rimodulò i propri compensi economici al minimo federale di 1 500 euro; tornato in campo il 30 ottobre 2005 subentrando a Dacourt contro l'Ascoli, il 27 novembre successivo disputò da titolare una partita con la Fiorentina siglando la rete del temporaneo vantaggio.
Nel prosieguo della stagione il tecnico Luciano Spalletti lo impiega frequentemente e un suo gol contro il Palermo consente alla squadra giallorossa di accedere in finale di Coppa Italia, persa poi contro l'Inter. 
A fine stagione decide di lasciare la Roma dopo ben dieci anni di militanza.

##### Levante, QPR, Tianjin Teda
Nel luglio 2006 firma un biennale con gli spagnoli del Levante, divenendo un punto fermo per la squadra. Nel febbraio 2008 rimedia un nuovo infortunio al ginocchio e decide di tornare in Italia per consultare il professor Pier Paolo Mariani, dal quale era già stato operato nel 2004.
Al termine del contratto lascia la Spagna e, il 10 settembre 2008, firma un contratto annuale con la squadra di proprietà di Bernie Ecclestone e Flavio Briatore: i Queens Park Rangers. Debutta il 28 ottobre 2008, ma il 9 gennaio 2009 interrompe il legame professionale con il club inglese, ufficialmente perché non rientra più nei piani tecnici e societari.
Nel gennaio 2009 Tommasi riceve un'allettante offerta da parte del Tianjin Teda, squadra militante nel campionato cinese. Questa esperienza stuzzica molto l'interesse del giocatore, a cui viene offerto un contratto di 40.000 dollari al mese. La presentazione ufficiale si svolge il 12 febbraio 2009. Diventa così il primo calciatore italiano a militare nel campionato professionistico cinese. Ad ottobre, al termine della stagione nella quale colleziona anche 2 reti (una in campionato e una nella Champions Asiatica), Tommasi annuncia il suo ritorno a Verona, dando definitivamente addio al calcio professionistico.

##### Sant'Anna d'Alfaedo e La Fiorita

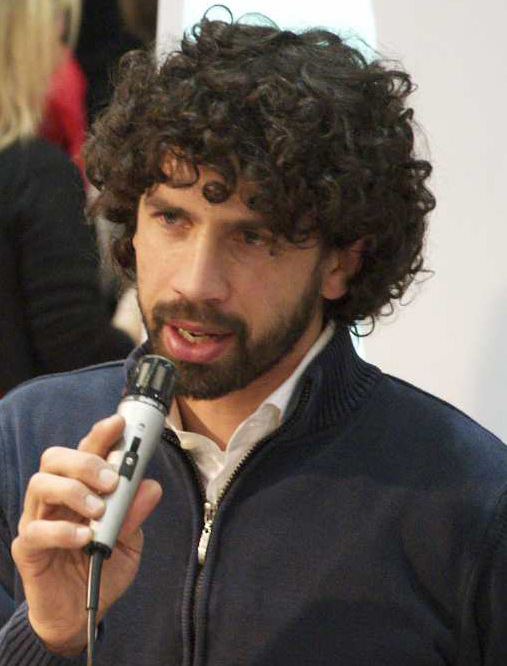
Tommasi nel 2010

Tornato in Italia dopo la parentesi cinese, abbandona il calcio professionistico ma continua a giocare a livello dilettantistico: il 13 dicembre 2009 debutta (segnando anche un gol) nella squadra di Seconda Categoria Sant'Anna d'Alfaedo, compagine dilettantistica della omonima cittadina in provincia di Verona, suo paese natio. Nella stessa squadra giocano anche i suoi due fratelli.
Il 22 giugno 2015 riceve un'offerta dal club sammarinese La Fiorita grazie a Andy Selva, capitano della squadra. Con La Fiorita Tommasi gioca i preliminari di Europa League contro il Vaduz del Liechtenstein, squadra militante nella Serie A svizzera. Il 2 luglio Tommasi gioca per 90 minuti la partita di andata dei preliminari di Europa League persa in casa per 5-0 contro il Vaduz. Gioca anche i 90 minuti della partita di ritorno persa in trasferta a Vaduz, segnando il gol del momentaneo 4-1 (la sua squadra infine perderà 5-1).
L'esperienza a San Marino si ripete per altre quattro stagioni consecutive. Il 10 giugno 2016 La Fiorita annuncia, infatti, che Tommasi farà nuovamente parte della squadra per i preliminari dell'Europa League 2016-2017, affrontando gli ungheresi del Debrecen. Anche nella stagione successiva viene tesserato dalla squadra gialloblù per disputare i preliminari di Champions League contro i nordirlandesi del Linfield. Il doppio confronto finirà 1-0 all'andata a Belfast e 0-0 al ritorno a Serravalle. L'accordo viene stipulato anche a giugno 2018 per il turno preliminare della UEFA Champions League 2018-2019 contro i gibilterrini del Lincoln Red Imps. La squadra sammarinese non riesce mai a superare i turni preliminari estivi, così Tommasi è sempre pronto a iniziare la stagione sportiva con il Sant'Anna d'Alfaedo, sempre nel campionato di Seconda Categoria.

#### Nazionale
Dopo aver collezionato alcune presenze nell'Italia under 19, Tommasi esordisce in Under-21 il 20 dicembre 1994, con la quale gioca 7 partite fra il 1994 ed il 1996. In quell'anno vince il campionato europeo Under-21 1996 nella finale contro la Spagna, battuta ai tiri di rigore, e gioca tre partite con la nazionale olimpica ai Giochi di Atlanta 1996.
Convocato dall'allora CT Dino Zoff, esordisce con la nazionale maggiore il 18 novembre 1998, a 24 anni, entrando al posto di Dino Baggio nella partita amichevole contro la Spagna (2-2) disputata a Salerno.
Sotto la gestione del CT Giovanni Trapattoni viene impiegato con regolarità e il 5 settembre 2001 realizza il suo unico gol in nazionale, nella partita amichevole vinta per 1-0 contro il Marocco a Piacenza. Partecipa al campionato del mondo 2002, dove scende in campo da titolare in tutte le partite disputate dall'Italia, che viene eliminata dalla Corea del Sud agli ottavi di finale. Tommasi risulta tuttavia uno tra i migliori Azzurri nella rassegna iridata.
Ottiene la sua ultima presenza in nazionale il 16 novembre 2003, in una gara amichevole contro la Romania disputata ad Ancona. Con la maglia azzurra colleziona in totale 25 presenze e 1 gol.

### Attività dirigenziale e politica

#### Dirigente sportivo
Il 9 maggio 2011, Tommasi assume la guida dell'Associazione Italiana Calciatori, prendendo il posto dello storico fondatore Sergio Campana. Il 29 giugno 2020, in scadenza di mandato, si dimette dall'incarico.
Dal 2018, con l'elezione di Gabriele Gravina a presidente della FIGC, svolge il ruolo di consigliere federale.
Inoltre, è un membro della FIFPro, il sindacato internazionale dei calciatori professionisti.

#### Sindaco di Verona
Nel gennaio del 2022, Tommasi si candida alla carica di sindaco di Verona, con il sostegno della coalizione di centro-sinistra (PD, M5S, Traguardi, In Comune per Verona, Azione, +Europa, PSI, Europa Verde, Volt, DemoS). Al primo turno elettorale del 12 giugno 2022, Tommasi ottiene il 39,80% dei voti e accede al ballottaggio con il sindaco uscente, Federico Sboarina; il successivo 26 giugno, al ballottaggio, l’ex centrocampista della Roma diventa ufficialmente sindaco di Verona, con il 53,40% dei voti.

### Altre attività
Ha prestato la voce a Stephen Chow nel ruolo di Sing "gamba d'acciaio" nel film Shaolin Soccer.
Nel 2011 ha pubblicato il libro Mal di Cina.
Nel 2016 ha scritto la prefazione di 999. Le storie vere di campioni mancati
Nel 2018 ha scritto al prefazione del libro  Medico del Calcio.Il Manuale
Nel 2021 ha pubblicato il libro Ti racconto i campioni della Roma. I fuoriclasse che hanno fatto la storia del club giallorosso.
Nel 2021 ha pubblicato il libro  Continuavamo a chiamarlo Hellas.Gli anni del Verona Fc Club.
Nel 2024 ha partecipato al documentario  Bootay: Untold – L’arte di perdere.

## Statistiche

### Presenze e reti nei club
| Stagione          | Squadra           | Campionato        | Campionato | Campionato | Coppe nazionali | Coppe nazionali | Coppe nazionali | Coppe continentali | Coppe continentali | Coppe continentali | Altre coppe | Altre coppe | Altre coppe | Totale | Totale |
| Stagione          | Squadra           | Comp              | Pres       | Reti       | Comp            | Pres            | Reti            | Comp               | Pres               | Reti               | Comp        | Pres        | Reti        | Pres   | Reti   |
| ----------------- | ----------------- | ----------------- | ---------- | ---------- | --------------- | --------------- | --------------- | ------------------ | ------------------ | ------------------ | ----------- | ----------- | ----------- | ------ | ------ |
| 1993-1994         | Verona            | B                 | 9          | 0          | CI              | 0               | 0               | -                  | -                  | -                  | -           | -           | -           | 9      | 0      |
| 1994-1995         | Verona            | B                 | 32         | 0          | CI              | 0               | 0               | -                  | -                  | -                  | -           | -           | -           | 32     | 0      |
| 1995-1996         | Verona            | B                 | 36         | 4          | CI              | 1               | 0               | -                  | -                  | -                  | -           | -           | -           | 37     | 4      |
| Totale Verona     | Totale Verona     | Totale Verona     | 77         | 4          |                 | 1               | 0               | -                  | -                  | -                  | -           | -           | -           | 78     | 4      |
| 1996-1997         | Roma              | A                 | 30         | 1          | CI              | 0               | 0               | CU                 | 4                  | 2                  | -           | -           | -           | 34     | 3      |
| 1997-1998         | Roma              | A                 | 33         | 0          | CI              | 6               | 0               | -                  | -                  | -                  | -           | -           | -           | 39     | 0      |
| 1998-1999         | Roma              | A                 | 33         | 1          | CI              | 3               | 0               | CU                 | 8                  | 0                  | -           | -           | -           | 44     | 1      |
| 1999-2000         | Roma              | A                 | 33         | 2          | CI              | 3               | 0               | CU                 | 6                  | 0                  | -           | -           | -           | 42     | 2      |
| 2000-2001         | Roma              | A                 | 34         | 3          | CI              | 1               | 0               | CU                 | 8                  | 0                  | -           | -           | -           | 43     | 3      |
| 2001-2002         | Roma              | A                 | 33         | 2          | CI              | 3               | 1               | UCL                | 9                  | 1                  | SI          | 1           | 0           | 46     | 4      |
| 2002-2003         | Roma              | A                 | 20         | 3          | CI              | 6               | 0               | UCL                | 10                 | 0                  | -           | -           | -           | 36     | 3      |
| 2003-2004         | Roma              | A                 | 20         | 0          | CI              | 4               | 1               | CU                 | 5                  | 0                  | -           | -           | -           | 29     | 1      |
| 2004-2005         | Roma              | A                 | 0          | 0          | CI              | 0               | 0               | UCL                | 0                  | 0                  | -           | -           | -           | 0      | 0      |
| 2005-2006         | Roma              | A                 | 27         | 2          | CI              | 8               | 2               | CU                 | 3                  | 0                  | -           | -           | -           | 38     | 4      |
| Totale Roma       | Totale Roma       | Totale Roma       | 263        | 14         |                 | 34              | 4               |                    | 53                 | 3                  |             | 1           | 0           | 351    | 21     |
| 2006-2007         | Levante           | PD                | 29         | 0          | CR              | 2               | 0               | -                  | -                  | -                  | -           | -           | -           | 31     | 0      |
| 2007-2008         | Levante           | PD                | 15         | 1          | CR              | 3               | 0               | -                  | -                  | -                  | -           | -           | -           | 18     | 1      |
| Totale Levante    | Totale Levante    | Totale Levante    | 44         | 1          |                 | 5               | 0               | -                  | -                  | -                  | -           | -           | -           | 49     | 1      |
| 2008-gen. 2009    | QPR               | FLC               | 7          | 0          | FACup+CdL       | 0               | 0               | -                  | -                  | -                  | -           | -           | -           | 7      | 0      |
| gen.-giu. 2009    | Tianjin Teda      | CSL               | 29         | 1          | -               | -               | -               | AFC                | 5                  | 1                  | -           | -           | -           | 34     | 2      |
| giu.-lug. 2015    | La Fiorita        | CD                | -          | -          | CT              | -               | -               | UEL                | 2                  | 1                  | -           | -           | -           | 2      | 1      |
| giu.-lug. 2016    | La Fiorita        | CD                | -          | -          | CT              | -               | -               | UEL                | 2                  | 0                  | SS          | -           | -           | 2      | 0      |
| giu.-lug. 2017    | La Fiorita        | CD                | -          | -          | CT              | -               | -               | UCL                | 2                  | 0                  | SS          | -           | -           | 2      | 0      |
| giu.-lug. 2018    | La Fiorita        | CD                | -          | -          | CT              | -               | -               | UCL + UEL          | 1 + 2              | 0 + 0              | SS          | -           | -           | 3      | 0      |
| giu.-lug. 2019    | La Fiorita        | CD                | -          | -          | CT              | -               | -               | UEL                | 1                  | 0                  | -           | -           | -           | 1      | 0      |
| Totale La Fiorita | Totale La Fiorita | Totale La Fiorita | -          | -          |                 | -               | -               |                    | 10                 | 1                  |             |             |             | 10     | 1      |
| Totale carriera   | Totale carriera   | Totale carriera   | 420        | 20         |                 | 40              | 4               |                    | 68                 | 5                  |             | 1           | 0           | 529    | 29     |

### Cronologia presenze e reti in nazionale
| Cronologia completa delle presenze e delle reti in nazionale ― Italia | Cronologia completa delle presenze e delle reti in nazionale ― Italia | Cronologia completa delle presenze e delle reti in nazionale ― Italia | Cronologia completa delle presenze e delle reti in nazionale ― Italia | Cronologia completa delle presenze e delle reti in nazionale ― Italia | Cronologia completa delle presenze e delle reti in nazionale ― Italia | Cronologia completa delle presenze e delle reti in nazionale ― Italia | Cronologia completa delle presenze e delle reti in nazionale ― Italia |
| Data                                                                  | Città                                                                 | In casa                                                               | Risultato                                                             | Ospiti                                                                | Competizione                                                          | Reti                                                                  | Note                                                                  |
| --------------------------------------------------------------------- | --------------------------------------------------------------------- | --------------------------------------------------------------------- | --------------------------------------------------------------------- | --------------------------------------------------------------------- | --------------------------------------------------------------------- | --------------------------------------------------------------------- | --------------------------------------------------------------------- |
| 18-11-1998                                                            | Salerno                                                               | Italia                                                                | 2 – 2                                                                 | Spagna                                                                | Amichevole                                                            | -                                                                     | 46’                                                                   |
| 16-12-1998                                                            | Roma                                                                  | Italia                                                                | 6 – 2                                                                 | World Stars                                                           | Amichevole                                                            | -                                                                     | 46’                                                                   |
| 28-2-2001                                                             | Roma                                                                  | Italia                                                                | 1 – 2                                                                 | Argentina                                                             | Amichevole                                                            | -                                                                     | 76’                                                                   |
| 24-3-2001                                                             | Bucarest                                                              | Romania                                                               | 0 – 2                                                                 | Italia                                                                | Qual. Mondiali 2002                                                   | -                                                                     |                                                                       |
| 28-3-2001                                                             | Trieste                                                               | Italia                                                                | 4 – 0                                                                 | Lituania                                                              | Qual. Mondiali 2002                                                   | -                                                                     |                                                                       |
| 25-4-2001                                                             | Perugia                                                               | Italia                                                                | 1 – 0                                                                 | Sudafrica                                                             | Amichevole                                                            | -                                                                     | 82’                                                                   |
| 2-6-2001                                                              | Tbilisi                                                               | Georgia                                                               | 1 – 2                                                                 | Italia                                                                | Qual. Mondiali 2002                                                   | -                                                                     |                                                                       |
| 1-9-2001                                                              | Kaunas                                                                | Lituania                                                              | 0 – 0                                                                 | Italia                                                                | Qual. Mondiali 2002                                                   | -                                                                     |                                                                       |
| 5-9-2001                                                              | Piacenza                                                              | Italia                                                                | 1 – 0                                                                 | Marocco                                                               | Amichevole                                                            | 1                                                                     | 46’                                                                   |
| 6-10-2001                                                             | Parma                                                                 | Italia                                                                | 1 – 0                                                                 | Ungheria                                                              | Qual. Mondiali 2002                                                   | -                                                                     |                                                                       |
| 13-2-2002                                                             | Catania                                                               | Italia                                                                | 1 – 0                                                                 | Stati Uniti                                                           | Amichevole                                                            | -                                                                     |                                                                       |
| 27-3-2002                                                             | Leeds                                                                 | Inghilterra                                                           | 1 – 2                                                                 | Italia                                                                | Amichevole                                                            | -                                                                     | 75’                                                                   |
| 17-4-2002                                                             | Milano                                                                | Italia                                                                | 1 – 1                                                                 | Uruguay                                                               | Amichevole                                                            | -                                                                     | 58’                                                                   |
| 18-5-2002                                                             | Praga                                                                 | Rep. Ceca                                                             | 1 – 0                                                                 | Italia                                                                | Amichevole                                                            | -                                                                     | 46’                                                                   |
| 3-6-2002                                                              | Sapporo                                                               | Italia                                                                | 2 – 0                                                                 | Ecuador                                                               | Mondiali 2002 - 1º turno                                              | -                                                                     |                                                                       |
| 8-6-2002                                                              | Kashima                                                               | Italia                                                                | 1 – 2                                                                 | Croazia                                                               | Mondiali 2002 - 1º turno                                              | -                                                                     |                                                                       |
| 13-6-2002                                                             | Ōita                                                                  | Italia                                                                | 1 – 1                                                                 | Messico                                                               | Mondiali 2002 - 1º turno                                              | -                                                                     |                                                                       |
| 18-6-2002                                                             | Daejeon                                                               | Italia                                                                | 1 – 2 gg                                                              | Corea del Sud                                                         | Mondiali 2002 - Ottavi di finale                                      | -                                                                     |                                                                       |
| 21-8-2002                                                             | Trieste                                                               | Italia                                                                | 0 – 1                                                                 | Slovenia                                                              | Amichevole                                                            | -                                                                     | 46’                                                                   |
| 7-9-2002                                                              | Baku                                                                  | Azerbaigian                                                           | 0 – 2                                                                 | Italia                                                                | Qual. Euro 2004                                                       | -                                                                     |                                                                       |
| 12-10-2002                                                            | Napoli                                                                | Italia                                                                | 1 – 1                                                                 | Serbia e Montenegro                                                   | Qual. Euro 2004                                                       | -                                                                     |                                                                       |
| 16-10-2002                                                            | Cardiff                                                               | Galles                                                                | 2 – 1                                                                 | Italia                                                                | Qual. Euro 2004                                                       | -                                                                     |                                                                       |
| 30-4-2003                                                             | Ginevra                                                               | Svizzera                                                              | 1 – 2                                                                 | Italia                                                                | Amichevole                                                            | -                                                                     | 63’                                                                   |
| 3-6-2003                                                              | Campobasso                                                            | Italia                                                                | 2 – 0                                                                 | Irlanda del Nord                                                      | Amichevole                                                            | -                                                                     | 57’                                                                   |
| 16-11-2003                                                            | Ancona                                                                | Italia                                                                | 1 – 0                                                                 | Romania                                                               | Amichevole                                                            | -                                                                     | 46’                                                                   |
| Totale                                                                |                                                                       | Presenze                                                              | 25                                                                    |                                                                       | Reti                                                                  | 1                                                                     |                                                                       |

| Cronologia completa delle presenze e delle reti in nazionale ― Italia olimpica | Cronologia completa delle presenze e delle reti in nazionale ― Italia olimpica | Cronologia completa delle presenze e delle reti in nazionale ― Italia olimpica | Cronologia completa delle presenze e delle reti in nazionale ― Italia olimpica | Cronologia completa delle presenze e delle reti in nazionale ― Italia olimpica | Cronologia completa delle presenze e delle reti in nazionale ― Italia olimpica | Cronologia completa delle presenze e delle reti in nazionale ― Italia olimpica | Cronologia completa delle presenze e delle reti in nazionale ― Italia olimpica |
| Data                                                                           | Città                                                                          | In casa                                                                        | Risultato                                                                      | Ospiti                                                                         | Competizione                                                                   | Reti                                                                           | Note                                                                           |
| ------------------------------------------------------------------------------ | ------------------------------------------------------------------------------ | ------------------------------------------------------------------------------ | ------------------------------------------------------------------------------ | ------------------------------------------------------------------------------ | ------------------------------------------------------------------------------ | ------------------------------------------------------------------------------ | ------------------------------------------------------------------------------ |
| 21-7-1996                                                                      | Birmingham                                                                     | Messico olimpica                                                               | 1 – 0                                                                          | Italia olimpica                                                                | Olimpiadi 1996 - 1º turno                                                      | -                                                                              |                                                                                |
| 24-7-1996                                                                      | Washington                                                                     | Ghana olimpica                                                                 | 3 – 2                                                                          | Italia olimpica                                                                | Olimpiadi 1996 - 1º turno                                                      | -                                                                              |                                                                                |
| 26-7-1996                                                                      | Birmingham                                                                     | Corea del Sud olimpica                                                         | 1 – 2                                                                          | Italia olimpica                                                                | Olimpiadi 1996 - 1º turno                                                      | -                                                                              |                                                                                |
| Totale                                                                         |                                                                                | Presenze                                                                       | 3                                                                              |                                                                                | Reti                                                                           | 0                                                                              |                                                                                |

| Cronologia completa delle presenze e delle reti in nazionale ― Italia under 21 | Cronologia completa delle presenze e delle reti in nazionale ― Italia under 21 | Cronologia completa delle presenze e delle reti in nazionale ― Italia under 21 | Cronologia completa delle presenze e delle reti in nazionale ― Italia under 21 | Cronologia completa delle presenze e delle reti in nazionale ― Italia under 21 | Cronologia completa delle presenze e delle reti in nazionale ― Italia under 21 | Cronologia completa delle presenze e delle reti in nazionale ― Italia under 21 | Cronologia completa delle presenze e delle reti in nazionale ― Italia under 21 |
| Data                                                                           | Città                                                                          | In casa                                                                        | Risultato                                                                      | Ospiti                                                                         | Competizione                                                                   | Reti                                                                           | Note                                                                           |
| ------------------------------------------------------------------------------ | ------------------------------------------------------------------------------ | ------------------------------------------------------------------------------ | ------------------------------------------------------------------------------ | ------------------------------------------------------------------------------ | ------------------------------------------------------------------------------ | ------------------------------------------------------------------------------ | ------------------------------------------------------------------------------ |
| 20-12-1994                                                                     | Teramo                                                                         | Italia under 21                                                                | 2 – 0                                                                          | Turchia under 21                                                               | Amichevole                                                                     | -                                                                              |                                                                                |
| 27-3-1996                                                                      | Palermo                                                                        | Italia under 21                                                                | 2 – 0                                                                          | Portogallo under 21                                                            | Europeo Under-21 1996 - Quarti di finale                                       | -                                                                              |                                                                                |
| 28-5-1996                                                                      | Barcellona                                                                     | Francia under 21                                                               | 0 – 1                                                                          | Italia under 21                                                                | Europeo Under-21 1996 - Semifinale                                             | -                                                                              | 73’                                                                            |
| 31-5-1996                                                                      | Barcellona                                                                     | Spagna under 21                                                                | 1 – 1 dts (2 – 4 dtr)                                                          | Italia under 21                                                                | Europeo Under-21 1996 - Finale                                                 | -                                                                              | 74’                                                                            |
| Totale                                                                         |                                                                                | Presenze                                                                       | 4                                                                              |                                                                                | Reti                                                                           | 0                                                                              |                                                                                |

## Palmarès

### Club
- Campionato italiano: 1

Roma: 2000-2001
- Supercoppa italiana: 1

Roma: 2001

### Nazionale
- Campionato d'Europa Under-21: 1

Spagna 1996

### Individuale
- Pallone d'argento: 1

2000-2001

## Riconoscimenti
- Nel 2000 si è aggiudicato il premio "Altro-pallone", per le sue azioni filantropiche e caritatevoli.[67]
- Nel 2002 si è aggiudicato la prima edizione del premio "Tor Vergata - Etica nello sport", organizzato dall'Università degli Studi di Roma "Tor Vergata", assegnato ogni anno a personalità sportive che si sono contraddistinte per lealtà, correttezza, impegno sociale e lotta al doping.[68]